# Đảo Bluewaters
Đảo Bluewaters là một dự án giúp phát triển Dubai đang được xây dựng cách bờ biển Jumeirah Beach Residence, gần Dubai Marina khoảng 500 mét ở Dubai, Các Tiểu vương quốc Ả Rập Thống nhất.
Dự án đã được phê duyệt bởi Sheikh Mohammed bin Rashid Al Maktoum, Phó Tổng thống và Thủ tướng của UAE và công bố vào ngày 13 tháng 2 năm 2013. Nó sẽ được xây dựng trên vùng đất khai hoang của Meraas Holding, với công việc nạo vét được thực hiện bởi Van Oord, công ty Hà Lan nổi tiếng với trong việc tạo nên cụm đảo nhân tạo Palm Jumeirah và sẽ tiêu tốn 6 tỷ AED (1,6 tỷ USD bao gồm cả Dubai Eye). Việc xây dựng ban đầu được lên kế hoạch vào tháng 4 năm 2013, nhưng thực sự lại bắt đầu vào ngày 20 tháng 5 năm 2013.
Nó sẽ bao gồm các khu giải trí, khách sạn, dân cư và bán lẻ, và được dự báo sẽ thu hút hơn ba triệu du khách mỗi năm.
Hòn đảo này có hai khách sạn năm sao với lối đi thẳng ra bãi biển. Bluewaters cũng sẽ có khoảng 200 cửa hàng bán đồ uống và thực phẩm ở tầng trệt của các tòa nhà dân cư và khu giải trí trên đảo. Tổng số tòa nhà dân cư trên đảo là 10. Mỗi tòa nhà sẽ có 15 tầng hoặc ít hơn.

## Dubai Eye
Đảo Bluewaters sẽ có Dubai Eye trị giá 1 tỷ AED (270 triệu đô la), vòng đu quay khổng lồ cao 210 mét. Nếu hoàn thành, nó sẽ cao hơn vòng đu quay cao nhất thế giới hiện tại, vòng đu quay High Roller cao 167,6 mét tại Las Vegas vào tháng 3 năm 2014, và cao hơn vòng đu quay New York 19,5 mét được lên kế hoạch xây ở đảo Staten.
Thiết kế và xây dựng sẽ được thực hiện bởi Hyundai Contracting và Starneth Engineering. Việc hoàn thành ban đầu dự kiến sẽ trong năm 2015.
Vòng đu quay sẽ có thể chở tới 1.400 hành khách trong 48 khoang của nó và cung cấp tầm nhìn ra Dubai Marina và các địa danh như Burj Al Arab, Palm Jumeirah và Burj Khalifa. Nó sẽ phục vụ như một khu giải trí và có một màn hình LED cao 80 mét sẽ được gắn trên chốt vòng quay giúp quảng cáo các thông tin khác.